# توربویل (کارولینای جنوبی)
توربویل(به انگلیسی: Turbeville) شهری در ایالت کارولینای جنوبی کشور ایالات متحده آمریکا است که جمعیت آن در سرشماری سال ۲۰۱۰ میلادی، ۷۶۶ نفر بوده‌است.